# 雌雄麻黄
雌雄麻黄（学名：Ephedra fedtschenkoae）为麻黄科麻黄属下的一个种。